# Llorenç Castelló i Garriga
Llorenç Castelló i Garriga (* 1976 in Barcelona) ist ein katalanischer Chorleiter und Musikpädagoge. Seit September 2014 ist Castelló erster Chorleiter der Escolania de Montserrat.

## Leben und Werk
Castelló trat 1986 in die Escola de Montserrat ein, wo er sein Musikstudium bei Ireneu Segarra aufnahm. 1990 setzte er dieses am Conservatori del Liceu fort und studierte dort Komposition, Instrumentierung bei Víctor Estapé, Klavier bei Anna Maria Cabrera und Gesang bei Xavier Torra. Er erwarb sich dort einen höheren Abschluss in Musiksprache, Komposition und Klavier. Er nahm an verschiedenen Chor- und Orchesterdirigierkursen bei Pep Prats, Elisenda Carrasco und Manel Valdivieso teil.
Er war Mitglied der Showgruppe Wimoweh: Els camins de la veu („Wimoweh: Der Weg der Stimme“) der Sektion Musikerziehung des Auditori de Barcelona. Von 2005 bis 2013 war er Chorleiter des Orfeó de Sabadell, von 2007 bis 2010 des Cor Montserrat de Terrassa und der Capella de Música de Montserrat, jenes Männerchores, der oft die Escolania de Montserrat begleitet. Seit September 2014 leitet Castelló die Escolania de Montserrat. Zudem wirkt Castelló als Professor für die Didaktik der Musik an der Universitat Autònoma de Barcelona.